# 1458 pr. n. št.

## Smrti
- Hačepsut, faraonka iz Osemnajste egipčanske dinastije (* okoli 1507 pr. n. št.)